# De Slikwerker
De Slikwerker (Fries: De Slykwurker) is een bronzen beeld van Frans Ram, dat staat op de zeedijk in de buurtschap Zwarte Haan in de Nederlandse gemeente Waadhoeke.
Met De Slikwerker worden de mannen geëerd die in de periode van 1505 tot 1754 het gebied van het Bildt hebben drooggelegd. Dit gebied lag in de monding van de Middelzee. In 1505 werd allereerst de Oudebildtdijk aangelegd en in 1600 ten noorden daarvan de Nieuwe Bildtdijk. In 1715 en 1754 werden daar nog weer twee gebieden aan toegevoegd, de Oude Bildtpollen en de Nieuwe Bildtpollen (ook Westerse en Oosterse Bildtpollen genoemd).

Op de sokkel van het beeld staat in het Bildts vermeld: 
Hier op 'e Wadden
wereld fan water en slik
won hij lând út see
in weer en wyn,
skep foor skep
monnikewerk.
 Het werk werd gedaan met alleen een schop en een pipegaal (een soort houten kruiwagen zonder wiel maar met twee liggers zodat de pipegaal over het zand/slijk kon worden voortgetrokken) als hulpmateriaal. Het beeld is tevens een eerbetoon aan de slikwerkers die in de crisisjaren van 1930 tot 1938 en ook nog na de Tweede Wereldoorlog om in het gebied ten noorden van de Poldijk (de huidige zeedijk) te werken aan landwinning.